# Natiruts
Natiruts es un grupo brasileño de reggae originado en la capital brasileña, Brasilia.

## Historia
Natiruts es una banda brasileña de reggae. Alexandre Carlo invitó a sus amigos del fútbol de la ciudad de Brasilia con el fin de comenzar una nueva banda en la capital de Brasil; ellos son: Luis Mauricio y Bruno Dourado. Más tarde, se unirían al grupo algunos de los nuevos miembros: Izabella Rocha y Kiko Peres.
Su primer disco fue Nativus (con un total de 12 canciones), publicado en el año 1997, con un gran éxito, por lo que se ganó un considerable grupo de adeptos.
Su próximo trabajo fue Povo Brasileiro (con una composición de 14 temas), que salió a las calles en el año 1999.
En 2001 estrenaron un nuevo disco con el nombre de Verbalize (con 14 canciones en su lista).
Al siguiente año publicaron el cuarto disco llamado Quatro.
En 2003 se presentan en MTV, grabando 10 temas (Luau MTV), que, en algunas oportunidades, se encuentra como un disco aparte.
Después de casi cuatro años sin sacar un nuevo disco nuevo publicaron, en 2005, el disco Nossa Missão (con un total de 12 temas).
En 2006, con nuevos músicos en la banda, publicarán el disco y DVD en vivo llamado Natiruts Reggae Power repasando todos sus éxitos.
En 2009 editan su último disco, Raçaman, con un total de 12 canciones.

## Discografía

### Álbumes
- Nativus (1997)
- Povo Brasileiro (1999)
- Natiruts (2000)
- Verbalize (2001)
- Qu4tro (2002)
- Meu Reggae E Roots - O Melhor Do Natiruts (2003)
- Retratos (2004)
- Nossa Missão (2005)
- CD e DVD Natiruts Reggae Power Ao Vivo (2006)
- Raçaman (2009)
- Natiruts - Acústico No Rio do Janeiro (2012)
- #NOFILTER (Ao Vivo) (2014)
- Natiruts Reggae Brasil Ao Vivo (2015)
- Indigo Cristal (2017)
- I Love (2018)
- Good Vibration - Vol. 1"" (2021)
- En Vivo en Argentina (2023)

### Singles
| Año  | Sencillo                | Brasil Hot 100 | Portugal Top 50 | Álbum                         |
| ---- | ----------------------- | -------------- | --------------- | ----------------------------- |
| 2007 | "Natiruts Reggae Power" | 1              | 42              | Natiruts Reggae Power Ao Vivo |
| 2008 | "Naticongo"             | 14             | -               | Natiruts Reggae Power Ao Vivo |

### Compilaciones
- O Melhor de Natiruts (2004)